# Revista 22
Revista 22 este un săptămânal independent de analiză politică și actualitate culturală din România. Revista a apărut la data de 20 ianuarie 1990, cu Stelian Tănase redactor-șef și Gabriela Adameșteanu, redactor-șef adjunct. Printre colaboratorii primului număr se numărau Gabriel Liiceanu, Sorin Vieru, Alexandru Paleologu, Magda Cârneci, Petru Creția, Andrei Pippidi, Dan Pavel, Antonie Plămădeală, Gabriel Andreescu, Ioana Crăciunescu și Rodica Palade. Revista 22 este editată de Grupul pentru Dialog Social.